# شریزی
شریزی (به فرانسوی: Chérisey) یک کمون در فرانسه است که در Canton of Verny واقع شده‌است.

## خصوصیات
شریزی ۵٫۰۷ کیلومترمربع مساحت و ۲۶۲ نفر جمعیت دارد و ۲۵۰ متر بالاتر از سطح دریا واقع شده‌است.